# Политическая структура Черногории
Политика Черногории (черног. Политика Црне Горе, Politika Crne Gore) проводится в рамках парламентской представительной демократической республики с многопартийной системой. Исполнительная власть осуществляется Правительством, возглавляемым Премьер-министром Черногории. Законодательная власть принадлежит как Правительству, так и Скупщине (парламенту) Черногории. Судебная власть не зависит от исполнительной и законодательной ветвей власти.
В 2019 году британская компания Economist Intelligence Unit оценила уровень развития демократии среди 167 стран мира. Черногория, набрав 5,65 балла по пяти категориям (выборные процессы и плюрализм, деятельность правительства, политическая ангажированность населения, политическая культура, гражданские свободы), заняла 84-е место в рейтинге. По итогам исследования политический режим Черногории был оценён как гибридный, переходный между авторитаризмом и несовершенной демократией.

## Конституция
Действующая Конституция Черногории была ратифицирована и принята Скупщиной Черногории 19 октября 2007 года, при этом 55 депутатов парламента проголосовали за принятие проекта закона, 21 парламентарий был против. Проект не поддержали депутаты сербского происхождения и часть черногорцев, не поддерживавших прекращение конфедерации с Сербией. Документ был официально провозглашён Основным законом Черногории 22 октября 2007 года, отменив действие Конституции 1992 года.

### Основы конституционного строя
Конституция Черногории состоит из 8 частей и включает 158 статей:
- Часть І «Основные положения» — определяет государственный строй, государственные символы, столицу и главный город, язык, отношения государства и другими странами.
- Часть ІІ «Права и свободы человека» — определяет права и свободы граждан Черногории, иностранных граждан, лиц без гражданства, устанавливает равенство всех перед законом, неприкосновенность личности, право на справедливый суд.
- Часть ІІІ «Организация власти» — определяет права и обязанности Скупщины, депутатов, Президента и Правительства; порядок проведения заседаний Скупщины.
- Часть IV «Экономическое устройство» — декларирует единство экономического пространства Черногории, обязательства уплаты налогов, определяет деятельность Центрального банка, устанавливает Государственную ревизорскую институцию.
- Часть V «Конституционность и законность» — определяет согласованность правовых актов с Конституцией, запрещает (с исключениями) обратное действие законов, порядок вступления в силу законов и иных актов.
- Часть VI «Конституционный суд Черногории» — определяет полномочия Конституционного суда, порядок его работы.
- Часть VII «Изменение конституции» — регламентирует условия изменения Конституции, определяет статьи, которые не могут быть изменены без проведения референдума.
- Часть VIII «Переходные и заключительные положения» — состоит из одной статьи и определяет порядок принятия Конституционного закона.

Новая Конституция определяет Черногорию как «гражданское, демократическое, экологическое государство, основанное на социальной справедливости и верховенстве права» (Статья 1).
В преамбуле закона национальности и национальные меньшинства Черногории (черногорцы, сербы, босняки, албанцы, мусульмане, хорваты и другие) определены как «свободные и равные граждане, приверженцы демократической и гражданской Черногории».
Новая Конституция устанавливает черногорский язык в качестве официального (взамен сербского и сербскохорватского в предыдущих Конституциях), но также признаёт сербский, боснийский, албанский и хорватский языки. Кроме того, в соответствии с положениями Конституции кириллица и латиница имеют равное правовое положение (Статья 13).
Новая Конституция официально признаёт нынешние флаг, герб и гимн как официальные государственные символы (Статья 4).
Положения Конституции гласят, что гражданин Черногории может быть экстрадирован в другую страну только в соответствии с договором Черногории с иностранным государством (Статья 12).
Новая Конституция также гарантирует, что «религиозные общины отделены от государства» (Статья 14).

## Исполнительная власть
Правительство Черногории (черног. Влада Републике Црне Горе, Vlada Republike Crne Gore) состоит из Премьер-министра (Председателя Правительства), одного или нескольких заместителей Премьер-министра, а также министров — членов правительства (Статья 102). Действующим Премьер-министром и главой Правительства является Здравко Кривокапич. Ведущей политической силой в стране является Демократическая партия социалистов Черногории, по итогам парламентских выборов 2016 года получившая 36 парламентских мандатов из 81.

### Президент
Президент (черног. Предсједник Црне Горе, Predsjednik Crne Gore) — высшая государственная должность Черногории, глава государства. Нынешним Президентом является Яков Милатович, избранный во втором туре президентских выборов 2023 года с 58,88 % голосов. Официальная резиденция Президента — Голубой дворец, расположенный в бывшей королевской столице — Цетине.
В Конституции Черногории указывается, что Президент Черногории исполняет свои обязанности в течение пятилетнего срока с правом однократного переизбрания. Для кандидатов на данную должность выдвигаются следующие требования: лицо должно быть гражданином Черногории, проживающим на территории Черногории по крайней мере 10 лет в течение последних 15 лет. Президент избирается в ходе всеобщего прямого тайного голосования (Статья 96).
Президент Черногории, в соответствии с Конституцией (Статья 95), обладает следующими полномочиями:
1. представляет Черногорию в стране и за рубежом;
2. осуществляет командование армией на основе решений Совета обороны и безопасности;
3. обнародует законы;
4. назначает выборы в Скупщину;
5. предлагает: кандидата в Председатели Правительства после консультаций с представителями политических партий, представленных в Скупщине; двух судей Конституционного суда и Защитника прав и свобод человека;
6. назначает и отзывает послов и руководителей дипломатических представительств Черногории за рубежом, по предложению Правительства и с учётом мнения парламентского комитета, ответственного за международные отношения;
7. принимает верительные грамоты иностранных дипломатических представителей;
8. награждает медалями и орденами, признанными в Черногории;
9. осуществляет помилование;
10. выполняет иные обязанности, предусмотренные Конституцией или законом.

### Премьер-министр
Премьер-министр (черног. Премиjeр Црне Горе, Premijer Crne Gore) руководит работой Правительства и представляет Скупщине Черногории правительственную программу, включающую список предлагаемых кандидатур на посты министров (Статья 103). Отставка Премьер-министра ведёт к отставке всего Правительства (Статья 105).
Действующим Премьер-министром Черногории является Здравко Кривокапич.

### Правительство
Правительство Черногории (черног. Влада Републике Црне Горе, Vlada Republike Crne Gore) является органом исполнительной ветви государственной власти Черногории. Состав Правительства формируется большинством голосов депутатов Скупщины Черногории.
В соответствии с Конституцией  Черногории (Статья 100), Правительство обладает следующими полномочиями:
1. управляет внутренней и внешней политикой Черногории;
2. исполняет законы, другие нормативные и общие акты;
3. принимает указы, постановления и другие акты для исполнения законов;
4. заключает международные соглашения;
5. представляет планы развития и территориального планирования Черногории;
6. представляет бюджет и отчёт по исполнению бюджета;
7. представляет стратегию национальной безопасности и обороны;
8. принимает решения о признании государств и установления дипломатически и консульских отношений с другими странами;
9. назначает послов и руководителей дипломатических представительств Черногории за рубежом;
10. выполняет иные обязанности, предусмотренные Конституцией или законами.

Кроме того, Правительство в период военного или чрезвычайного положения вправе издавать указы, имеющие силу закона, в случае, если Скупщина не может собраться на заседание (Статья 101).
Действующий состав Правительства Черногории был сформирован 28 ноября 2016 года большинством голосов депутатов Скупщины. Кабинет Душко Марковича был поддержан Демократической партией социалистов, Социал-демократами Черногории, партией «Хорватская гражданская инициатива», Либеральной партией, Боснякской партией и партией «Албанцы определяются».

## Законодательная власть
Скупщина Черногории (черног. Скупштина Црне Горе, Skupština Crne Gore) является законодательным органом государственной власти Черногории. В настоящее время в парламенте насчитывается 81 депутат, каждый состав парламента избирается на четырёхлетний срок. Черногория имеет многопартийную парламентскую систему, при которой политические партии имеют равные шансы на получение большинства мест в парламенте, для завоевания власти формируются коалиционные правительства.
Скупщина принимает все законы Черногории, ратифицирует международные договоры, назначает премьер-министра, министров и судей всех судов, принимает бюджет и выполняет иные обязанности, установленные Конституцией. Парламент может принять вотум недоверия правительству большинством членов. Один депутат избирается на 6000 избирателей, что, в свою очередь, приводит к сокращению общего числа депутатов в Ассамблее Черногории.

## Судебная власть
В соответствии с Конституцией Черногория следует принципу разделения властей. Судебная, законодательная и исполнительная ветви власти страны независимы друг от друга; судебная власть является автономной и независимой. Решения судов должны соответствовать Конституции и законам Черногории. Назначение на должность судьи является пожизненным.
Согласно источнику 2015 года, в стране насчитывается около 800 зарегистрированных адвокатов, а ассоциация адвокатов существует уже более века. Хотя Ассоциация адвокатов Черногории (черног. Advokatska Komora Crne Gore) ведёт записи, на сегодняшний день отсутствуют данные о том, как отдельные демографические группы, такие как женщины, добились успеха в сфере права.

## Политические партии и выборы

### Парламентские выборы (2016)
| Партия                                                       | Голосов | %     | Мест | Изменения |
| ------------------------------------------------------------ | ------- | ----- | ---- | --------- |
| Демократическая партия социалистов Черногории                | 158,301 | 41.42 | 36   | ▲5        |
| Демократический фронт                                        | 77,491  | 20.27 | 18   | ▼2        |
| Ключ                                                         | 42,271  | 11.06 | 9    | ▬0        |
| Демократическая Черногория                                   | 38,183  | 9.99  | 8    | новая     |
| Социал-демократическая партия Черногории                     | 19,997  | 5.23  | 4    | ▼2        |
| Социал-демократы Черногории                                  | 12,447  | 3.26  | 2    | новая     |
| Партия босняков                                              | 12,236  | 3.20  | 2    | ▼1        |
| Позитивная Черногория                                        | 5,058   | 1.32  | 0    | ▼7        |
| Албанцы определяются                                         | 4,839   | 1.27  | 1    | ▬0        |
| Албанская коалиция                                           | 3,388   | 0.89  | 0    | ▬0        |
| Хорватская гражданская инициатива                            | 1,801   | 0.47  | 1    | ▬0        |
| Демократический албанский альянс                             | 1,542   | 0.40  | 0    | новая     |
| Сербская партия                                              | 1,210   | 0.32  | 0    | новая     |
| Боснякское демократическое сообщество в Черногории           | 1,140   | 0.30  | 0    | новая     |
| Альтернативная Черногория                                    | 877     | 0.23  | 0    | новая     |
| Партия за пенсионеров, инвалидов и социальную справедливость | 774     | 0.20  | 0    | ▬0        |
| Сербская радикальная партия                                  | 690     | 0.18  | 0    | 0         |
| Бланков испорчено                                            | 5,519   | –     | –    | –         |
| Всего                                                        | 387,764 | 100   | 81   | 0         |
| Избирателей зарегистрировано/явка                            | 528,817 | 73.33 | –    | –         |
| Источник: DIK                                                |         |       |      |           |

| Процентов голосов | Процентов голосов | Процентов голосов | Процентов голосов | Процентов голосов |
| ----------------- | ----------------- | ----------------- | ----------------- | ----------------- |
| ДПСЧ              |                   |                   | 41.42 %           |                   |
| ДемФронт          |                   |                   | 20.27 %           |                   |
| Ключ              |                   |                   | 11.06 %           |                   |
| ДЧ                |                   |                   | 9.99 %            |                   |
| СДПЧ              |                   |                   | 5.23 %            |                   |
| СДЧ               |                   |                   | 3.26 %            |                   |
| Босняки           |                   |                   | 3.20 %            |                   |
| Прочие            |                   |                   | 5.57 %            |                   |

### Президентские выборы (2018)
| Кандидат                            | Партия                              | Голосов | %     |
| ----------------------------------- | ----------------------------------- | ------- | ----- |
| Мило Джуканович                     | ДПСЧ                                | 180 274 | 53,90 |
| Младен Боянич                       | независимый                         | 111 711 | 33,40 |
| Драгиня Вуксанович                  | СДПЧ                                | 27 441  | 8,20  |
| Марко Милачич                       | Истинная Черногория                 | 9 405   | 2,81  |
| Хазбия Калач                        | Партия справедливости и примирения  | 2 677   | 0,80  |
| Василие Миличкович                  | независимый                         | 1 593   | 0,48  |
| Добрило Дедеич                      | Сербский список                     | 1 363   | 0,41  |
| Испорченные бюллетени               | Испорченные бюллетени               | 5 998   | 1,76  |
| Всего                               | Всего                               | 340 462 | 100   |
| Зарегистрированных избирателей/Явка | Зарегистрированных избирателей/Явка | 532599  | 63,92 |
| Источник: DIK                       |                                     |         |       |

## Административно-территориальное деление
Муниципалитеты (черног. opštine / општине, ед. ч.: opština / општина) являются административно-территориальными единицами Черногории первого уровня. Страна разделена на 24 муниципалитета. Подгорица имеет в своём составе одну административную единицу, имеющую статус городского муниципалитета (черног. gradska opštine / градска општине, мн. ч.: gradske opštine / градске општине).

## Государственные символы
Новый государственный флаг Черногории, основанный на личном штандарте короля Николы I Петровича, был введён 12 июля 2004 года законодательным собранием (Скупщиной) Черногории. Флаг Черногории представляет собой прямоугольное полотнище красного цвета с золотыми краями, с соотношением сторон 1:2, в центре которого изображение государственного герба. Также на полотнище присутствовали буквы «НИ» — инициалы короля Николы I. На современном флаге инициалы не изображаются.
День государственности (13 июля) — национальный праздник Черногории. 13 июля 1878 года на Берлинском конгрессе была признана независимость Черногории. Кроме того, в ночь на 13 июля 1941 года в Черногории началось восстание против оккупационных итальянских властей, которые, оккупировав её территорию в апреле 1941 года, днём ранее объявили, что Черногория становится независимым от Югославии государством под покровительством Италии.
В 2004 году черногорский Скупщина выбрала в качестве государственного гимна популярную черногорскую народную песню «Ој свијетла мајска зоро» (с черногор. — «О, светлая майская заря»). Официальным гимном Черногории во времена правления короля Николы I была песня «Ubavoj nam Crnoj Gori» (с черногор. — «Нашей прекрасной Черногории»). Автор музыки гимна — сын короля принц Мирко.